# 플레이스테이션 비타
플레이스테이션 비타(PlayStation Vita)는 소니의 차세대 휴대용 게임기로 PSP Go의 후속작이다. 2011년 12월 17일 일본에서 먼저 출시되었으며, 이어서 2012년 2월 19일 북미와 유럽에서 발매되었다. 라틴어로 '삶'을 의미하는 'Vita'는 풍부한 게이밍과 사회적인 연결성을 실현한다는 소니의 목표를 뜻하는 이름으로 2011년 1월 공개된 NGP의 정식 명칭이다.
이 기기는 2개의 아날로그 스틱, 5인치 멀티 터치 유기 발광 다이오드(OLED, 960x544 해상도)를 전면 디스플레이로 하며, 후면에는 멀티 터치 패드를 채택하고 블루투스와 와이파이를 지원하고 추가 옵션으로 3G 기종을 따로 구할 수 있다.
E3 2011에서 공개된 일부 정보에 의하면, 'PS vita'의 와이파이 모델은 일본에서 24,980엔(약 33만원, 세금포함)에, 미국은 249달러(약 27만원), 유럽은 249유로(약 40만원)에 가격에 3G/와이파이 겸용 모델은 일본에서 29,980엔(약 40만원, 세금포함), 미국은 299달러(약 33만원), 유럽은 299유로(약 47만원)의 가격으로 책정됐으며 2011년 말부터 순차적으로 세계 시장에 출시되었다.

## 사양
플레이스테이션 비타의 상세한 스펙은 다음과 같다.
- 플랫폼 명칭: PlayStation® Vita
- 모델 번호: PCH-1000 시리즈
- CPU: ARM® Cortex™-A9 core(4 core)
- GPU: SGX543MP4+
- 바깥 둘레치수: 약 182.0 x 16.6 x 83.5mm (너비 x 높이 x 깊이)
- 스크린(터치스크린): 5인치(16:9), 960 x 544, 약 1천 6백만 컬러 OLED
- 멀티 터치 스크린(정전용량방식)
- 후면 터치 패드
- 메인 메모리: 512MB
- 비디오 메모리: 128MB
- 카메라: 전면 카메라, 후면 카메라
  - 프레임 비율: 12fps@320x240(QVGA), 50fps@640x480(VGA)
  - 해상도: 최대 640x480(VGA)
- 사운드
  - 내장형 스테레오 스피커
  - 내장형 마이크로폰
- 센서: 6개의 축 모션 감지 시스템 (3축 자이로스코프, 3축 가속도계), 3nr 전자 컴패스
- 위치정보
  - 내장형 GPS (3G/Wi-Fi 모델만 해당)
  - Wi-Fi 위치 서비스 지원
- 키/스위치
  - PS버튼
  - 전원 버튼
  - 방향 버튼 (위/아래/우/좌)
  - 움직임 버튼 (세모, 원, 엑스, 네모)
  - Shoulder 버튼 (우/좌)
  - 우 스틱, 좌 스틱
  - 시작 버튼, 선택 버튼
  - 음량 버튼 (+/-)
- 무선 커뮤니케이션
  - 모바일 네트워크 연결(3G/Wi-Fi 모델만 해당)
  - IEEE 802.11b/g/b (n = 1x1)(Wi-Fi)(Infrastructure mode/Ad-hoc mode)
  - Bluetooth® 2.1+EDR (A2DP.AVRCP/HSP)
- 슬롯/포트
  - PlayStation® Vita card slot
  - Memory card slot
  - SIM card slot (3G/Wi-Fi model only)
  - Multi-use port (for USB data communication, DC IN, Audio [Stereo Out / Mono In],
  - Serial data communication),
  - Head set jack (Stereo mini jack) (for Audio [Stereo Out / Mono In])
  - Accessory port
- 전원
  - 내장형 리튬이온배터리
  - AC어댑터
- 지원되는AV / 콘텐츠 형식
  - 음악 - MP3 MPED-1/2 Audio Layer3, MP4 (MPEG-4 AAC), WAVE(Linear PCM)
  - 비디오 -MPEG-4 Simple Profile(AAC), H.264/MPEG-4 AVC Hi/Main/Baseline Profile(AAC)
  - 사진 -JPEG(Exif 2.2.1), TIFF,BMP,GIF,PNG

## 하드웨어

### PCH-1000 시리즈

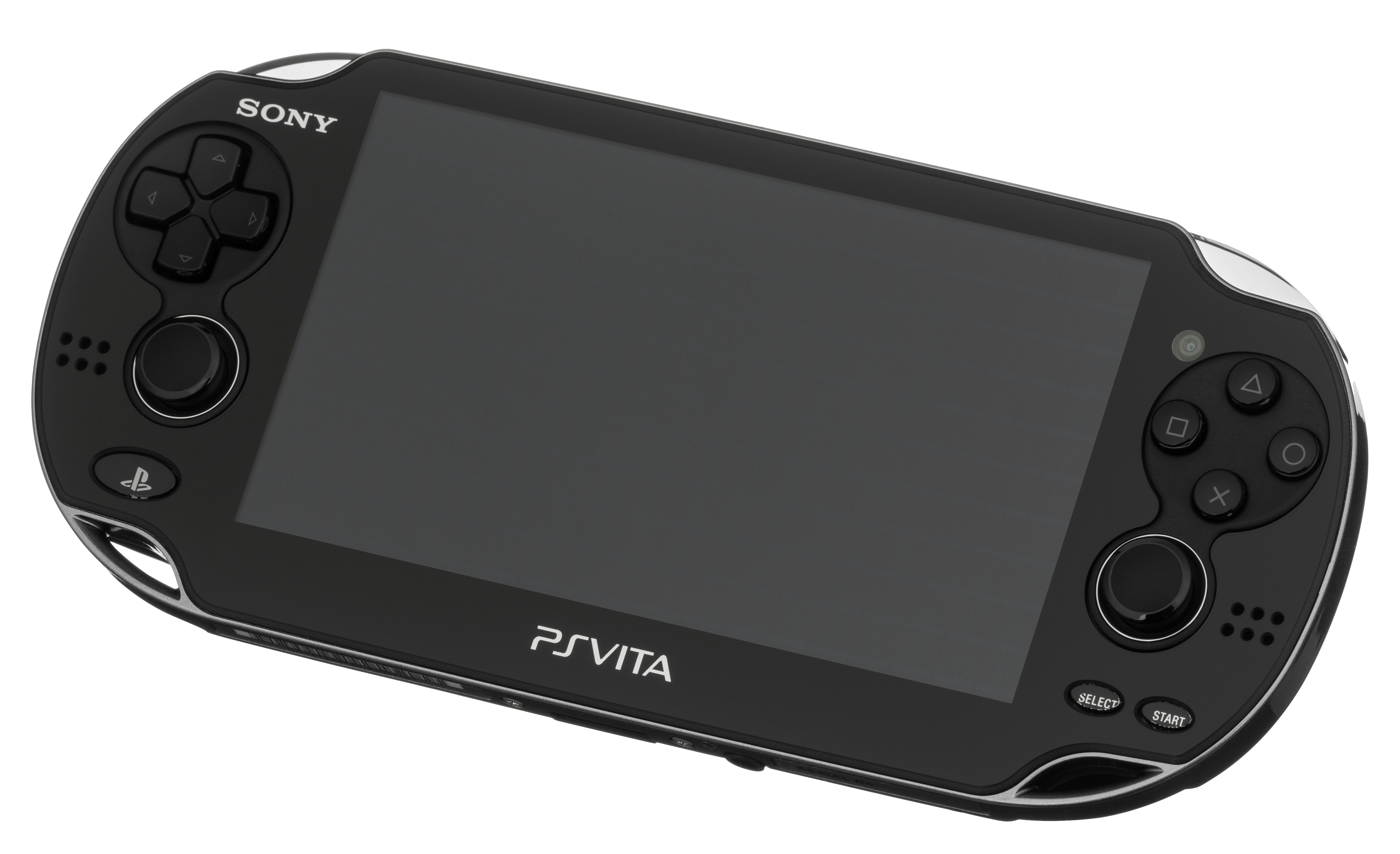
PlayStation Vita (PCH-1000 시리즈)

2011년부터 판매가 시작된 초기 모델이다. PCH-1000 시리즈에는 네트워크 기능이 3G 회선과 Wi-Fi를 모두 지원하며 GPS 기능을 탑재한 '3G/Wi-Fi 모델'(PCH-1100)과 Wi-Fi만을 지원하는 GPS 기능이 없는 'Wi-Fi 모델'(PCH-1000) 2종류가 존재했다.양쪽 크기는 동일하며 무게는 3G/Wi-Fi 모델이 약간 더 무겁다.
뒤에서 서술하는 PCH-2000 시리즈는 WiFi 모델만의 발매였기 때문에, 대체한 후도 3 G/WiFi 모델은 계속해 PCH-1100이 생산·출하되고 있었다. 덧붙여 2016년 12월 14일의 NTT 도코모의 발표로, PCH-1100의 출하가 완료하고 있던 것이 밝혀졌다.
발매 당초의 희망 소매 가격은 「3G/WiFi 모델」(PCH-1100)이 29,980엔(세금 포함)/299 US달러/299유로, 「WiFi 모델」(PCH-1000)이 24,980엔(세금 포함)/249 US달러/249유로이다.
PlayStation Vita 발매전의 인터뷰에서 SCE 재팬의 코노 히로시 프레지던트는 「성장 전략을 위한 새로운 찬스를 펼치기 위해서도 3 G모델을 메인으로 팔아 가고 싶다」「(3 G/WiFi 모델 초회한정판의) 50만대를 조기에 매진할 생각이다」[38]라고 말하고 있었다. 그러나, 실제로는 3 G/WiFi모델은 WiFi모델에 비해 판매가 부진해, 2012년말에 NTT 도코모가 PlayStation Vita 발매 1주년을 기념해 실시한 현상으로 「초회한정판」이 경품으로서 제공되고 있었으며 그 외, 2013년 2월 28일에 3 G/WiFi모델이 WiFi모델과 동일 가격으로 가격 인하될 때까지, 소니 스토어에서는 「초회한정판」이 통신판매.또한 2013년 3월 29일에는 3G/WiFi 모델이 크리스털 블랙을 제외하고 출하가 완료되어 출하가 완료된 색상은 Wi-Fi 모델만 제공한다는 방침이 밝혀졌다. 
두 모델이 동일가격이 된 이후에도 Wi-Fi 모델만 팔리고 3G/Wi-Fi 모델은 팔리지 않는 추세였다.
마이니치 신문사는 SCE와 게임 유통 관계자에 대한 취재 등을 통해 "3G의 이미지나 과금에 대한 오해 때문에 팔리지 않는 것이 실정인 것 같다"고 분석하고 있다. 또한 전 SCEA의 Jack Tretton은 "너무 늦었다"고 말하고 있다.

### PCH-2000 시리즈

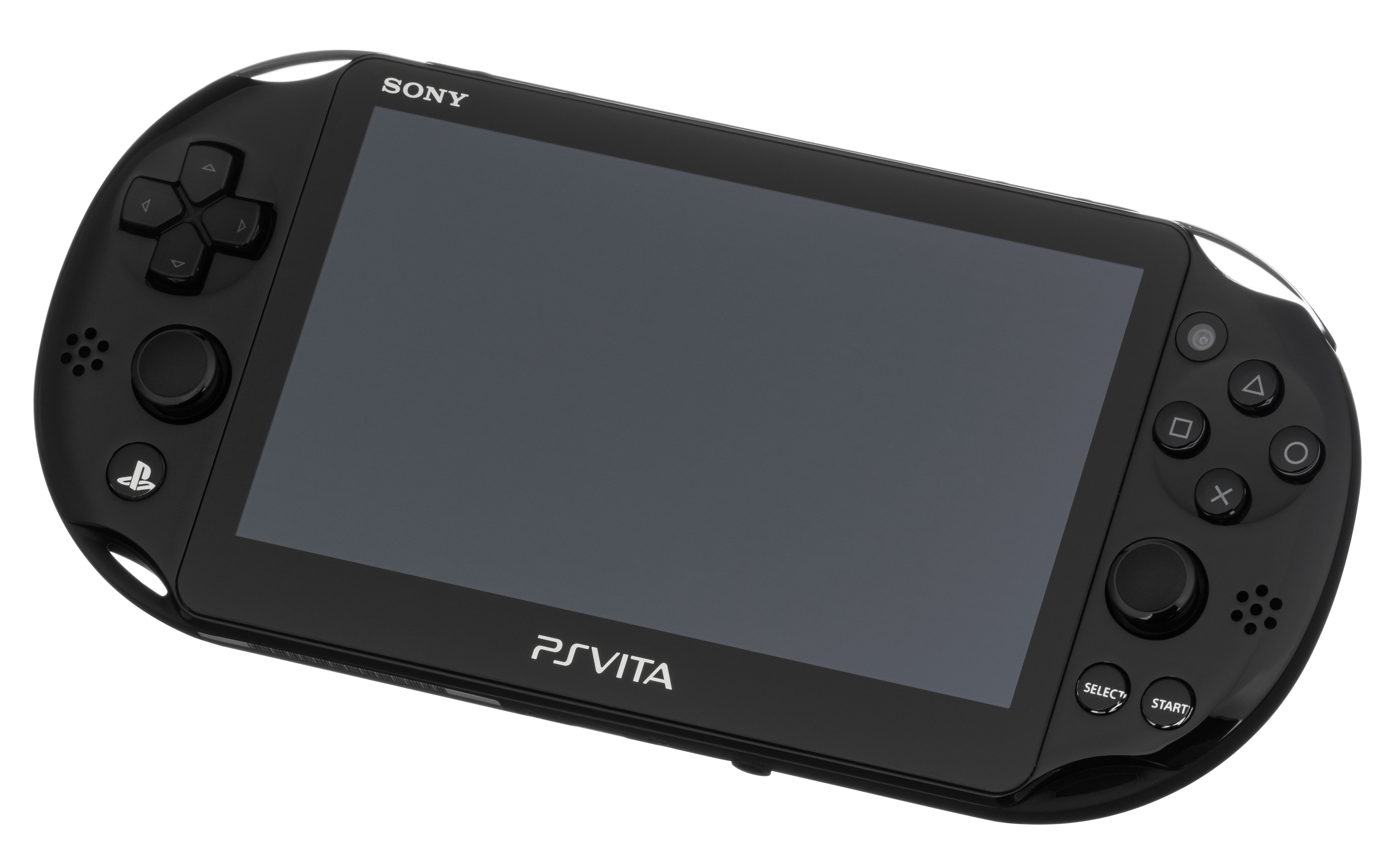
PlayStation Vita (PCH-2000 시리즈)

2013년부터 판매가 시작된 모델이다. PCH-1000 시리즈에 비해 본체가 슬림형 경량화되어 배터리 지속 시간이 길어졌으며, 또한 외부 단자도 전용 멀티 사용 단자에서 범용 마이크로 USB 단자(타입 B)로 변경되었다. PCH-1000 시리즈의 큰 특징 중 하나였던 유기 EL 디스플레이가 아닌 액정 디스플레이를 채용하고, Wi-Fi 모델만 발매.전원 버튼·게임 슬롯 커버·음량 버튼을 포함한 본체 상부는 금속제가 아니고, 디스플레이의 좌측 상단에 「SONY」로고가 이동하는 등 PCH-1000 시리즈로부터 변경된 디자인도 많다. 2019년 3월경에 출하가 종료되고, SIE는 PSP 출시 이후 14년 2개월 동안 운영해온 휴대전화 게임기 시장에서 철수했다.

### PS Vita TV
일본에서는 2013년 11월 14일에 발매된 거치형 PS Vita이다. 디스플레이와 콘트롤러를 내장하지 않는 대신에 외부 디스플레이와 DUALSHOCK 3(DUALSHOCK 4는 시스템 소프트웨어 ver.3.10 이후에 대응)을 사용하는 것으로 일부의 PS Vita용 타이틀 등에 대응한다.
터치 조작이 필요한 소프트등이 미대응이 되고 있지만, 터치 패드를 채용하고 있는 DUALSHOCK 4 에도 대응하였고, 덧붙여 DUALSHOCK 3 에서의 터치나 플릭 조작은 터치 포인터 기능을 이용한다. 구미에서는 'PlayStation TV'라는 명칭으로 판매되며 하드웨어적으로는 일본의 PS Vita TV와 동일하다. 2016년 2월 말 출고를 종료하였다.

### 디자인
PSP의 실루엣을 계승하면서, 보다 손에 익히기 쉬운 슈퍼 오벌 디자인을 채택되어 디자인은 소가베 타카시가 담당했다.덧붙여 배터리는 PSP go와 같이 유저가 스스로 교환할 수 없다.이는 후면 터치패드를 채용했기 때문으로 알려져 있다

이 디자인은 PCH-1000 시리즈의 Wi-Fi 모델이며, 3G/Wi-Fi 모델의 경우 방향키 측면에 SIM 카드 삽입구가 있다.

### 디스플레이
PCH-1000 시리즈의 본체 전면에는, 멀티 터치에 대응한 5 인치형의 유기 EL디스플레이(총화소수 960×544, 약 1677만색 동시 표시)를 채용 화소수는 기존 PSP의 4배에 해당하며, 1080p의 거의 1/4에 해당한다.아스펙트비도 종래대로 16:9이다.계산상 220dpi가 된다.휴대 게임기로 유기 EL디스플레이를 탑재하는 것은 처음이다.덧붙여 유기 EL디스플레이의 공급처에 대해서는 공표되어 있지 않는다. 
PCH-2000 시리즈에서는 액정 패널로 변경되어 있으며, 터치펜은 정전식 대응품이면 조작이 가능하다.
전력 절약·화면 열융착 방지 기능에 의해, 아무것도 조작을 하고 있지 않은 상태가 1분간 계속되면 휘도가 내려 화면 표시가 희미해진다.소프트웨어측에서 이 기능을 오프하고 있는 애플리케이션(비디오 재생등)도 존재하지만, 유저가 옵션 설정으로 변경하는 것은 불가능하며 하드가 무조작으로 자동적으로 스탠바이 모드로 이행하는 시간은 1분~30분의 범위에서 설정 가능하지만, 화면이 1분에 마음대로 어두워지는 기능에 관한 설정 항목은 존재하지 않기 때문에, 비대응 어플리케이션에서는 무비나 스탭 롤과 같이 통상은 입력이 필요하지 않은 씬에서도 정기적으로 어떠한 조작을 할 필요가 있다.

### 조작 입력
멀티 터치 스크린에 가세해 본체 배면에도 디스플레이의 바로 뒤에 맞추어 멀티 터치 패드를 탑재했다[48].모션 센서, 마이크, 카메라의 탑재, 증강 현실 기술로서 「와이드 에어리어 AR」 「마커리스 AR」라는 기능도 있다.
PSP와 같은 버튼(각각 작아져 있음)에 더해 PSP에 탑재되어 있던 아날로그 패드 대신에 새로운 2개의 아날로그 스틱을 본체 전면의 좌우에 탑재했다.전원 버튼, 음량 버튼이 상부의 L, R 트리거 안쪽에 설치되어 있다.
PS 버튼이 PSP와 마찬가지로 전면 좌측 하단에 있어, PCH-1000 시리즈에서는 전원 상태나 신착 정보의 존재 통지를 표시하는 표시 램프도 겸하고 있다. PCH-2000 시리즈에서는 PS 버튼이 점등하지 않게 되고, 전원 버튼 옆에 두개 설치된 램프 중 우측이 통지에 대응, 좌측이 전원 상태에 대응하고 있다.

## 게임
이하의 포맷에 대응하고 있으며, 또한 온라인으로부터 업데이트에도 대응하고 있다.
기기 인증
다운로드판 소프트웨어를 구입한 사용자는 PSN 계정에 기기 인증을 함으로써 작동하게 된다.일반적으로 PlayStation Store에서 구입한 후 다운로드한 시점에서 자동 설정되지만 PS Vita 본체 신규 등록 시에 이미 제한 대수를 등록한 경우는 인증 해제할 필요가 있다.
2012년 2월 6일 현재 계정에 대한 게임의 인증대수는 가정용 휴대전화기 모두 2대로 되어 있었으나, PS Vita TV 발매로 인해 PSP, PS Vita TV와 인증대수가 부족하여 PSN 업데이트를 통해 인증대수는 휴대전화 3대로 변경되었다.
업데이트
시스템 소프트웨어와 마찬가지로 게임 소프트에도 온라인 업데이트 기능이 있다.오류 수정이나 기능 추가, 다운로드 콘텐츠 대응 추가 등이 있으므로 최신판으로 하는 것을 권장한다
PlayStation minis
용량 100MB이라는 작은 용량에 미니게임으로 PlayStation Stor에서 다운로드 판매되고 있으며, 극히 일부를 제외하고 PS3 에서도 동작한다.
시작 초기에는 PSP minis라고 불렸다.일본 미출시이지만, 이러한 게임이 동작한다.일부는 일본에서도 PlayStation Mobile로 제공되고 있다
PlayStation Mobile
PlayStation Store에서 구입할 수 있는 PlayStation Mobile 어플리케이션도 동작한다. 2012년 10월 3일에 PlayStation Mobile 어플리케이션이 PlayStation Store에서 발매되었고, 2012년 11월 20일에는 디벨로퍼 프로그램도 시작되어 개인적으로 어플리케이션의 개발도 가능해졌다.
2015년 3월에 서비스 종료가 고지되었고, 같은 해 7월 15일에 콘텐츠 판매가 종료되었으며, 9월 10일에는 이미 구입이 끝난 콘텐츠의 재다운로드도 종료되었다.
PlayStation Now
클라우드 게임
PS Vita 전용 소프트
PlayStation Vita 카드의 패키지 버전과 PlayStation Store에서 다운로드 버전이 있다.
대부분의 제목이 패키지 버전과 다운로드 버전을 모두 지원하며, 일부 다운로드 전용 타이틀도 있다.
세이브 데이터의 저장처에는 PS Vita 카드 또는 메모리 카드로 저장한다.
메모리 카드가 필요한지 아닌지는 게임마다 다르다.
동시 발매 소프트
일본에서의 동시발매 소프트는 24편, 그 중 송신전용 타이틀 4편. 이는 SCE의 게임 하드로서 최다 갯수이다. SCE 자신도 '모두의 골프', '안전지도 없는 모험의 시작' 같은 간판 타이틀을 투입했다.
PSP 전용 소프트
PlayStation Store에서 구입할 수 있는 다운로드판 한정.PSP 전용 다운로드 소프트에서도, 공식 사이트의 소프트 카탈로그에서 「PSP > PS Vita 호환」마크가 붙어 있지 않은 타이틀은 호환성이 보증되어 있지 않다. 또 호환 대응은 상황이 바뀌는 대로, 순서대로 갱신되는 경우가 있다. 모든 PSP 소프트웨어가 다운로드판과 패키지판의 양쪽 대응이 아니기 때문에, 본기에서는 놀 수 없는 타이틀도 다수 존재한다. 현재는 psn에서 psp 다운로드 서비스가 종료되어 다운로드는 받을수가 없다.
바이리니어 필터링
업 스케일링이 되지만, 화면이 거칠어지는 것을 경감하기 위한 바이리니어 필터링의 ON/OFF를 유저가 설정할 수 있게 되어 있다. OFF일 때는 Vita의 해상도에 맞추어 PSP의 200%로 확대될 뿐이다.
오른쪽 스틱의 용도
PS Vita의 오른쪽 스틱을 PSP의 슬라이드 패드나 버튼의 대체로서 할당할 수 있다.그 오른쪽 스틱 설정에서는 이하와 같이 할당이 4개 있다.
- 입력 무시
- 왼쪽 스틱(좌우로 방향이 다른 경우는 왼쪽 스틱 쪽이 우선)
- 방향 키

십자로 나열되어 있음 ○×△□버튼(접어뜨리는 방향에 따라 각 버튼이 눌린 것과 같은 동작을 함)
시스템 소프트웨어 1.80부터는 새롭게 할당이 추가되었다.
- 방향키 좌우만
- 방향키 상하만
- L버튼, R버튼
- 셀렉트 버튼, 스타트 버튼

컬러스페이스(PSP)
화면의 표시를 PSP 액정의 색역에 접근하는 기능이다.
단추 할당
시스템 소프트웨어 1.80부터 추가된 기능.
전면 터치스크린 네 귀퉁이에 ○×△□버튼, 방향키, 스타트, 셀렉트 버튼의 배정이 가능해졌다.
PSP Game이 저장되어 있는 콘텐츠를 삭제하다
시스템 소프트웨어 1.80 이후에 추가된 기능.
PSP Game 로 작성되는 곡이나 화상, 비디오의 데이터는 PSP Game의 데이터로서 메모리 카드로 보존되어 있다.활성화 시 PSP Game을 시작할 때마다 자동으로 삭제된다.
다만, 「뮤직」 「포토」 「비디오」에 보존되어 있는 것은 대상이 제외된다.
이러한 PSP 게임의 설정은, 시스템 소프트웨어 2.12까지는, PSP 게임 기동중에 몇초간, 화면을 계속 터치하면 설정 화면이 열린다.덧붙여 시스템 소프트웨어 2.60부터는, PS 버튼을 길게 눌러 표시하는 방법으로 변경되었다.

### 게임 아카이브
PlayStation Store에서 구입할 수 있는 게임 아카이브스 중 PlayStation용 소프트웨어는 2012년 8월 28일에 실시된 시스템 소프트웨어 1.80의 업데이트로 대응한다. 또한 NOLL NOT DiGITAL 등 Vita에 대응하지 않는 타이틀도 일부 있다.PC 엔진 어카이브스는 PSP용 소프트웨어로서 기동하기 때문에 처음부터 대응하고 있다.또, 「PocketStation for PlayStation Vita」를 다운로드함으로써 PocketStation에도 대응이 가능하다.

### UMD Passport
UMD 드라이브는 탑재하고 있지 않기 때문에 UMD판 소프트웨어 사용자가 PS Vita에서 플레이하고 싶을 때는 다시 다운로드판을 구입할 필요가 있지만, UMD판 소유자에게는 이 작품 다운로드판 소프트웨어를 할인 판매하는 제도인 UMD Passport가 적용된다.또한 대상 소프트는 소프트 메이커가 제공을 희망한 것에 한정되며 가격도 어디까지나 할인 때문에 제각각이다. 대응 타이틀 수는 2013년 9월 26일 시점에서 382작품. 2016년 3월 31일로 PlayStation Store에서의 PSP용 서비스가 종료됨에 따라 UMD Passport도 종료되었다.
UMD 등록 애플리케이션(무상)을 PSP에 설치하고 프로그램 대상 UMD를 삽입한 상태에서 앱 내비게이션에 따라가면 자신의 PSN 계정에 UMD 등록이 완료되어 할인 서비스를 이용할 수 있게 된다. 또한 해당 본체에서 한 번 등록한 UMD는 다시 등록할 수 없으며, 등록 재사용은 불가능하다.
이 서비스는 미국에서는 제공되지 않는다.SCE월드와이드 스튜디오 요시다 슈헤이는 일본에서는 PSP 타이틀에 대한 수요가 강하다는 점과 유럽과 미국에서 PSP 타이틀의 다운로드판이 저렴하다는 점을 들었다.

### 기록 매체

PlayStation Vita (PCH-1000 시리즈)

게임 소프트웨어 공급에는 UMD 대신 새롭게 플래시 메모리인 PlayStation Vita 카드를 채용하였다. PlayStation 시리즈 첫 카트리지식. 게임 본체 이외에 다운로드 컨텐츠나 세이브 데이터도 기록 가능하고, 용량은 2 GB와 4 GB가 있다.
PCH-1000 시리즈에는 유저가 이용 가능한 내장 메모리가 없기 때문에, 다운로드 컨텐츠나 멀티미디어 파일을 보존하려면 별도 전용의 메모리 카드(4, 8, 16, 32, 64 GB의 5 종류가 있다)를 준비할 필요가 있다. PCH-2000 시리즈는 본체에 1 GB의 내장 메모리를 탑재하고 있지만, 전용 메모리 카드를 본체에 장착했을 경우는 외장 메모리 카드가 우선되기 때문에, 동시에 사용할 수 없다.

### 멀티미디어
전세대기인 PSP와 마찬가지로 화상, 영상, 음성파일이 재생 가능하게 되어 있다[6]. 전술한 대로 전용 메모리 카드가 필요하다
- 음성
  - MP3 MPEG-1/2Audio Layer 3,MP4( MPEG - 4 AAC )WAVE ( Linear PCM )
- 영상
  - MPEG-4 Simple Profile ( AAC ),H264/MPEG-4 AVC High/Main/Baseline Profile ( AAC )
- 화상
  - JPEG (Exif2.2.1)、TIFF,PNG,GIF,BMP

PSP로 대응한 ATRAC·WMA·Motion JPEG에는 대응하고 있지 않다.
페이스북, foursquare, Skype, Twitter, 니코니코, Flickr, YouTube 등의 PS Vita 전용 애플리케이션이 PlayStation Store에서 제공된다(자세한 내용은 PlayStation Vita의 게임 타이틀 목록 #Vita용 전달 앱 참조).
덧붙여 YouTube에서는 PlayStation Vita 전용 애플리케이션의 지원이 2015년 4월 20일에 종료되었다. 그에 앞서, PlayStation Store 에서의 전달이 2015년 1월 28일에 종료하고 있어, 서포트 종료 이후에는 브라우저로 계속해 이용할 수 있다.
소프트웨어에 따라서는 커스텀 사운드트랙에 대응하고 있다.
주의할 점은 메모리 카드나 내장 메모리(PCH-2000)로 PC 등에서 미디어를 전송, 관리할 때는 SEN 어카운트가 필요하다.

### 네트워크
Wi-Fi 인증의 무선 LAN은 전 모델이 대응하고 있다.IEEE 802.11 b/g/n 대응으로 PSP와 같이 인프라스트럭처, 애드혹 쌍방의 모드에 대응하고 있다.대용량 통신의 경우는 Wi-Fi가 적합하다. 
3G/Wi-Fi 모델은 게임기로서는 처음으로 휴대 전화 회선(3세대 이동 통신 시스템)을 지원했다.Wi-Fi만으로 비교해서 이동중에도 심리스인 통신이 가능해진다.3G 회선을 사용하려면 휴대전화사와의 계약, 패킷통신료를 지불해야 한다.통화에는 대응하고 있지 않다.
국가·지역별 회선업자는 다음과 같다 (단 한국에서는 서비스가 지원하지 않는다.)
| 국가·지역      | 회선 업자     | SIM 잠금 프리 | 독점 제공 |
| -------------- | ------------- | ------------- | --------- |
| 미국           | AT&T          |               |           |
| EU             | ×             |               |           |
| 일본           | NTT테크모     |               |           |
| 타이완         | 중화 전신     |               |           |
| 오스트레일리아 | Vodafone\|◯   | ×             |           |
| 타이완         | CSL(one2free) | ◯             |           |

3G회선과 Wi-Fi가 모두 이용 가능한 경우 Wi-Fi가 우선적으로 접속된다. 또한 3G/WiFi모델로 3G회선 계약 여부는 강제가 아닌 사용자의 자유이며, 3G 회선의 이용은 on/off의 전환이 가능하다.
SIM 카드 슬롯은, 배면 향해 우측의 측면, 방향 키 뒷면에 있다[71]. Wi-Fi 모델에서는 뚜껑의 끼워 넣기가 아닌 슬롯 자체가 존재하지 않는다.국가·지역에 따라서는 심 카드 사용 제한이 없다.
3G 회선에 걸리는 제한
선불 데이터 플랜에 한해서는 콘텐츠당 상한 50MB의 다운로드 용량 제한이 있다.선불 데이터 플랜 이외, 또는 FOMA 고속화 사용 시 다운로드 용량 제한 없음.또 PS3나 PS4의 리모트플레이는 대역폭을 고려해 3G회선에서는 자율규제하고 있다[66]. 그 밖에 일본에서는 Skype 등과 같은 도코모회선에서 이용금지규제가 걸려있는 어플리케이션은 3G회선에서는 사용할 수 없다.이러한 제한 회피에는 Wi-Fi를 사용해 통신하게 된다.

## 일본의 PS Vita 대응 플랜
일본에서는 NTT 도코모가 「데이터 통신 전용 선불 플랜」등을 제공하고 있어, 휴대 전화로의 지불에도 대응해 독점으로 네트워크를 제공한다.
3G/WiFi 모델 '초회한정판' 50만 대에는 선불 데이터 플랜 100시간이 무료 첨부되어 있다.첫회 50만대 출하 후에는 선불 데이터 플랜 20시간이 무료 첨부되는 「한정판」이 출하되고 있다.이들 한정판에는 SIM 카드가 부속되어 있고, 선불 데이터 플랜 계약 사무 수수료도 불필요해진다. 갱신기한 내에 갱신하면, 그 후도 계약사무 수수료는 불필요한 채로 남는다.또, 첫회 발매 이후에 추가된 크리스탈·블랙 이외의 바리에이션의 3G/WiFi 모델에는 첫회 한정판은 존재하지 않고, 선불 데이터 플랜 20시간 첨부의 「한정판」이다.한정판도 대수 한정으로 되어 있지만, 구체적인 판매 예정수나 판매기간은 밝혀지지 않았으며, '통상판'인 3G/WiFi 모델은 출하되어 있지 않다.
2016년 12월에, NTT 도코모는 3 G/WiFi 모델이 출하 종료가 된 것을 두고 PS Vita 전용의 「선불 데이터 플랜」의 제공 종료를 발표했다.2017년 1월 31일에 신규 신청 접수와 갱신 접수를 종료하고 같은 해 3월 31일에 서비스 완전 종료.덧붙여 선불 데이터 플랜 이외의 3G/WiFi 모델에서도 이용 가능한 플랜은 계속해 제공되고 있지만, NTT 도코모 회선의 LTE로의 이행에 수반해 3G 회선 플랜의 신규 가입은 이미 접수 종료하고 있어, 2026년 3월 31일에 정파 예정이다.
NTT 도코모가 제공하는 Vita의 3G 회선 권장 플랜은 다음과 같다
- 플랜명!! 통신가능시간!! 이용기간[a]

|-
|선불 데이터 플랜20h||20시간||90일
|-
|선불 데이터 플랜100h||100시간+FOMA 하이 스피드 3시간||365일
|-
|정액 데이터 플랜||FOMA하이 스피드 1개월||1개월
|-
|정액 데이터 플랜128K||1개월||1개월
|}
선불 데이터 플랜, 정액 데이터 플랜 128 K의 회선 속도는 하향 128 kbps/상행 64 kbps. FOMA 하이 스피드 회선 속도는 하향 14Mbps/상향 5.7Mbps.
선불 데이터 플랜의 경우는, 기한 만료 후 30일까지 갱신을 하면 계약 수수료는 불필요해진다. 계약은 전용 사이트에서 실시해, 매장에서는 받지 않았다.또, 갱신시의 요금 지불 방법은 크레디트 카드나 도코모 휴대폰 지불뿐이다.
정액 데이터 플랜은, 통상의 점두에서의 회선 계약이 필요하고 해약이 없으면 자동 갱신된다. 또 프로바이더는 이하의 어느쪽인가를 선택할 필요가 있다.
- mopera U 스탠다드 플랜
- mopera U 슈퍼라이트 플랜(정액 데이터 플랜 128K 전용)
- sp모드

NTT 도코모의 외 데이터 통신 서비스나 NTT 도코모 회선망을 이용하고 있는 MVNO 등, 추천되고 있는 플랜 이외의 통신 서비스는 SCE측에서의 동작 검증이 되어 있지 않기 때문에 보증외이기는 하지만, 이하의 회선 업자는 PS VITA 도 동작 검증이 끝난 단말로서 서포트하고 있다. 또, APN 설정은 지원되지 않지만 변경할 수 있다.
- 소네트 주식회사 「So-net 모바일 3 G」-2011년 12월 22일에 Vita를 대응 기종에 추가했다.
- 소네트 주식회사 「So-net 모바일 LTE」-동작 검증 끝난 대응 기기에 Vita가 게재되고 있다.
- 주식회사 드림·트레인·인터넷 「DTI 하이브리드 모바일」 - 2012년 1월 11일에 Vita의 서포트를 발표하였다.
- 주식회사 드림·트레인·인터넷 「ServersMan SIM LTE」-동작 확인이 끝난 단말기에 Vita가 게재되고 있다.
- 빅로브 주식회사 'BIGLOBE 3G' - 2012년 2월 1일 서비스 시작과 동시에 Vita를 지원한다고 발표하였다.
- 일본통신 주식회사「b-mobile」- 2012년 4월 24일에 대응 기종에 추가.
- 주식회사 인터넷 이니셔티브'II Jmio 고속 모바일/D' - 동작 확인이 끝난 단말기에 Vita가 게재되어 있다.

### PS3
PS3와 PS Vita의 연계는 「cross platform feature」라고 불린다[83].
- cross platform feature (크로스 플랫폼 기능)
  - Cross-Play (크로스 플레이)
  - Cross Controler (크로스 컨트롤러)
  - Cross-Save(크로스 세이브)
  - Cross-Goods(크로스 굿즈)
  - Remote Play(리모트 플레이)
- Backup & Restore
  - PS Vita 애플리케이션과 미디어 파일을 PS3 측에 저장하다

PS3와의 제휴에는 PS3측의 시스템 소프트웨어를 버전 4.0 이상으로 하지 않으면 안된다.

### PS4
PS4와 PS Vita의 연계는 「PS4 링크」라고 하는 소프트웨어로 제공된다.세컨드스크린으로서의 용도나 PS4 상의 게임은 거의 모두 리모트 플레이(원격조작)에 대응하고 있다(PS Vita 측 요시스템 소프트웨어 3.00 이상, PS Vita TV는 3.15 이상). PS4에는 동영상·정지화면·음악을 외부에서 넣는 기능이 없기 때문에, 컨텐츠 관리로 데이터를 수수할 수 없다.

### PC
PC와 USB를 경유하여 파일을 주고받을 경우에는 PC에 '콘텐츠 관리 보조 for PlayStation' 을 설치해 둘 필요가 있다.현재의 대응 PC는, Windows(XP SP3 이후)가 동작하는 AT 호환기와 Macintosh(Mac OS X 10.5.8 이후)이다.Windows판은 발매시에, Mac판은 2012년 2월 8일의 시스템 소프트웨어 1.60의 공개와 동시에 릴리스 되었다.
컨텐츠 관리 어시스턴트 자신은 소규모인 것으로, 실행 내용은 PC내에서 어느 폴더에 어느 컨텐츠가 들어가 있는지를 PS Vita 측에 지시하는 것뿐인 상주물이다. 폴더의 변경은 컨텐츠 관리 어시스턴트의 설정으로 가능.
대응하는 기능은 이하와 같다.
- PC를 경유하여 시스템 소프트웨어 업데이트
- PC와 PS Vita간에 비디오/음악/이미지 전송
- 세이브 데이터나 게임 등의 애플리케이션 백업 및 restore

### torne/nasne
PS3판 torne 대응에 대해서는 2011년 12월 15일에 실시된 Ver.3.50 에의 업데이트로 PS Vita 에의 비디오의 쓰기, PS3 로의 리모트 플레이에 대응한다. 덧붙여 torne의 데이터 쓰기에는 메모리 카드와 USB 케이블 외, 전용 애플리케이션 「uke-torne(우케토르네)」의 인스톨이 필요하다.또 메모리카드에 전용영역을 사전에 확보해야 한다.확보 용량의 선택은 총용량에 의해서 내용이 다르지만, 2 GB24 GB 가운데, 1~4가지의 선택사항이 있다.
2012년 8월에 발매된 nasne에 대해서는 torne Ver.4.10에서 PS3를 경유한 비디오 시작에 대응하고 있으며, 같은 해 12월 20일에 발매된 전용 어플리케이션 'torne PS Vita'를 사용함으로써 Wi-Fi 경유 TV 프로그램의 시청, 녹화, 녹화한 프로그램의 시작에 대응하고 있다.또한 PS Vita의 시스템 소프트웨어 2.10 이후 및 nasne의 시스템 소프트웨어 1.71 이후 Wi-Fi를 통해 PS Vita와 nasne 사이에서 데이터 전송이나 백업을 취할 수 있게 되고, 나아가 PS Vita의 시스템 소프트웨어 2.60 이후 및 nasne의 시스템 소프트웨어 2.00 이후로는 전용 어플리케이션인 naspocket2014년 9월 25일에 공개된 torne PS Vita ver. 2.00와 nasne의 시스템 소프트웨어 2.50부터는 리모트 시청 기능 「Anytime TV」에 대응, 이것에 의해 외출처에서 인터넷을 개입시켜 자택에 있는 nasne에 접속함으로써 TV 프로그램의 실시간 시청이나 녹화한 프로그램의 시청이 가능해졌다.
유선 「외출 전송」에 대응한 SONY제 블루레이 레코더(2009년 가을 2015년 봄의 모델)에서는, uke-torne를 기동한 PS VITA를 USB 접속하는 것으로, 녹화한 디지털 방송 프로그램의 더빙을 하는 것이 가능(레코더측에서는 PSP로서 인식된다).2014년 4월 4일 공개된 naspocket Ver.2.00에서는 nasne 이외의 DLNA 서버와 Wi-Fi 경유로 접속하는 DLNA 클라이언트 기능이 추가되었지만, DTCP-IP 비대응이기 때문에 레코더 등으로 녹화한 디지털 방송 프로그램을 볼 수 없다.

### 소프트웨어
기존의 XMB가 아니라 터치 패널에 최적화된 신개발 사용자 인터페이스(Live Area UI)를 채택하고 있다.이전에는 게임시를 제외한 모든 조작이 터치 패널만의 대응이었지만, 버전 1.80보다 일부로 본체 키로 조작할 수 있게 되었다.

### Live Area (라이브 에리어)
기존의 XMB를 대체하기 위해 터치 조작에 대응한 새로운 사용자 인터페이스가 개발된 것이 LiveArea UI이다.
아이콘이 줄지어 있는 것이 홈 화면으로, 각 앱을 기동한 후에 나오는 안내 화면이 그 앱의 LiveArea(톱 화면)가 된다.
게임의 개시/재개의 아이콘 이외에도, 네트워크를 통해서 각 메이커로부터 제공되는 게임의 최신 정보(다운로드 컨텐츠 등)를 취득할 수 있다.또, LiveArea를 아래로 스크롤 시키는 것에 의해서, 같은 게임을 플레이하고 있는 다른 유저의 달성 상황이 「Activity(액티비티)」로서 항상 갱신된다.
웹브라우저나 전자메일에도 대응하고 있다. 발표 시에는 EMail 아이콘이 있었지만 발매 시점에서는 전자메일이 지원되지 않는다.

### Party(파티)
복수 사용자와의 보이스 채팅, 텍스트 채팅 기능.같은 게임에서의 협력 플레이 이외에도, 다른 게임중이나 완전히 다른 기능을 조작하고 있는 사이에서도 사용할 수 있다.

### AR 증강현실
PS Vita의 카메라 기능을 사용해 전용의 「AR플레이 카드」(멀티 마커가 기재된 전6 종류의 카드)를 읽는 것으로, 증강 현실을 살린 게임 「AR플레이」를 즐길 수 있다.

### 브라우저
웹페이지를 열람하기 위한 브라우저도 탑재돼 있다.사용하려면 온라인 환경이 필요하다. 브라우저는 WebKit (Safari536.26) 베이스이다(Flash 대응은 미정).
HTML5 에 대해서는 완전하게 대응하고 있는 것은 아니고, Canvas 에 대응하고 있지만 무비나 음악 재생에는 일부 대응하고 있지 않다.버전 2.10부터는 브라우저상에서 스트리밍 동영상 재생이 가능해져 YouTube의 동영상 등을 볼 수 있게 되었다.니코니코 동영상에 대해서는 별도 전용의 앱이 제공되고 있기 때문에, 해당하는 동영상의 URL에 액세스 하면 그것을 이용하도록 표시가 된다.
북마크에는 URL뿐만이 아니라 JavaScript를 기술할 수 있으므로 북마크렛에도 대응하고 있다.
L버튼 또는 R버튼을 누르면서 탭하면 포인터가 나타난다. 또 2.60부터는 □버튼을 누르면 커서를 표시해 PSP와 같은 조작을 할 수 있게 되었다.

### 맵
Google Map을 이용한 온라인 맵 어플리케이션이 탑재되어 있었지만, 2015년 3월에 제공되는 PlayStation Vita 시스템 소프트웨어 업데이트에서 맵 관련 모든 기능이 시스템에서 삭제되었다. 다음은 사용 가능했던 당시의 사양.
- 현재 위치 표시 및 방위 표시, 지도 확대 및 축소
- 표시를 지도, 위성사진, 지도+위성사진으로 전환
- 지점검색, 경로검색, 플래그설치, 책갈피, 교통정보 수집
- 지점 정보를 '그룹 메시징'으로 전송
- 일기 정보

Wi-Fi 모델에는 GPS가 탑재되어 있지 않기 때문에 GPS를 이용한 내비게이션 등은 3G/Wi-Fi 모델에 한하지만 Wi-Fi 모델에서도 정확도는 떨어지지만 Wi-Fi 전파의 위치정보에 의해 어느 정도 위치추정은 가능했다. 

### near(니아)
사용자의 현재 위치정보를 바탕으로 주변에 있는 다른 사용자가 지금 플레이하고 있는 게임이나 사용자의 자취를 따라 같은 장소에 있던 다른 사용자가 플레이하고 있던 게임을 알 수 있다[48]. 주변 사용자끼리 아이템의 배포, 취득을 지원하는 게임도 존재한다.
또한 2015년 3월에 제공되는 PlayStation Vita 시스템 소프트웨어 업데이트에서 맵 관련 전 기능을 시스템에서 삭제함에 따라 관련된 일부 기능이 삭제된다.
2017년 7월 31일로 서비스를 종료하고 이후에는 앱을 기동할 수 있지만 모두 작동하지 않고 있다.

### 전자메일
메일 소프트가 시스템 소프트웨어 2.00에서 표준 장비가 되어, 전자 메일의 송수신이 가능하게 되었다.IMAP에도 대응하고 있고, 복수 어카운트도 취급할 수 있다. 또, 어카운트 내용은 메모리 카드에 저장된다.

### 시스템 소프트웨어
PS Vita&PS3&PSP와 마찬가지로 시스템 소프트웨어의 업데이트 기능이 있다.방법은 인터넷 직접 또는 인터넷에 연결된 PS3나 PC 경유로 하는 PS Vita카드 게임 소프트에 첨부되어 있는 경우도 있다.
PC 경유의 경우는 PC에 '콘텐츠 관리 보조 for PlayStation' 을 설치해 둘 필요가 있다.
보안의 강화, 오류 수정, 기능 추가 등이 있으므로 항상 최신 상태로 하는 것이 권장된다. 버전이 오래된 경우 Sony Entertainment Network에 접속이 서버 측에서 거부될 수 있다.

### 그 외
- PCH-1000 시리즈/PCH-2000 시리즈에서는 PSP go로 가능했던 PS3의 컨트롤러의 접속에는 대응하지 않는다[49]. PSP-2000/3000형, PSP go)와 달리, 영상의 외부 출력에는 대응하지 않는다.
- 발매 개시 이후 본체 고장 시의 대응은 고장의 내용에 관계없이 정가의 약 반액 비용으로 신품 교환(팩토리 리퍼비시 제품(재생품)을 포함한다)이었으나 2013년 1월 이후에는 고장의 내용에 따라 수리, 파츠의 교환이 이루어지도록 변경되었다. 다만 고장 내용에 따라 기존처럼 팩토리 리퍼비시 제품과의 교환 대응이 제안되었다.
- 본체의 첫 기동 및 초기화 후 전원 투입 시에는 무비가 흐른다.이 무비는 중간에 멈출 수 없어.덧붙여 PCH-2000 시리즈에서도, 무비로 표시되는 본체 화상은 PCH-1000 시리즈인 채로.

소니스토어에서는 '메시지 각인 서비스'가 시작되었다.

## 사양
CPU에는 ARM Cortex-A9(쿼드코어), GPU에는 PowerVR의 SGX543MP4+(쿼드코어)를 채용한다.모두 많은 기기에서 채택되고 있는 아키텍처를 베이스로 한 것으로, 방대한 비용을 들여 전용의 팁을 자사 개발해 온 종래의 전략으로부터 크게 방침 전환한 것을 의미한다.
CPU의 4코어 중 3코어를 게임용으로 점유하고 나머지 1코어를 OS 등 시스템에서 공유하고 있다.
메인메모리를 512MB, VRAM를 128MB 탑재하였으며 단순한 메모리 탑재량으로는 PS3(메인메모리 256MB·VRAM 256MB)를 웃돈다.또한 CPU와 마찬가지로 메모리에 대해서도 게임용으로 일정량을 점유하게 되어 있다.
PSP와는 다른 아키텍처를 채용하고 있기 때문에, PSP 소프트웨어의 호환성은 소프트와 하드의 복합 에뮬레이션으로 실현된다[66]. 또 발표 당시는 PS3로부터의 이식이 용이하다고 알려져 있었다.
3G/Wifi 모델의 SIM 사이즈는 스탠다드 SIM이다.
CPU
- ARM Cortex-A9（4코어）

GPU
- PowerVR SGX543MP4+ （SGX543의 4코어에 Vita 전용 맞춤판

메인 메모리
- 512MB

VRAM
- 128MB

사이즈
* PCH-1000 시리즈 : 가로 폭 약 182.0 × 세로 폭 83.5 × 두께 18.6mm (버튼 등 최대 돌기부 제외), 질량 약 279g (3G / Wi-Fi 모델) / 약 260g (Wi-Fi 모델)
- PCH-2000 시리즈: 약 183.6×85.1×15.0mm, 약 219g

전면 스크린
- PCH-1000시리즈 5인치유우키EL디스플레이
- PCH-2000시리즈: 5인치 액정 디스플레이
- 화면 해상도 960×544（16:9）
- 약 1677만색
- 멀티터치스크린（정전 용량방식）

배면 터치 패드
- 멀티터치 패드(정전용량방식)

카메라
- 전면 카메라
- 후면 카메라
- 해상도: 최대 640×480, 프레임레이트: 120fps(320×240), 60fps(640×480)

사운드
- 스테레오스피커내장
- 마이크 내장
- 헤드폰・마이크단자
  - 스테레오 미니잭의 음성 입출력 단자(스테레오 출력/모노럴 입력)

센서
* 6축 검출 시스템 (3축 자이로, 3축 가속도)
* 3축 전자 나침반
로테이션
* 3G / 와이파이 모델만 : GPS
* Core Engine(Wi-Fi 로케이션 서비스)

## 문제·트러블 등
소손사고
독립행정법인 제품평가 기술기반기구에서 PlayStation Vita가 타버리는 현상이 각국에서 31건 보고되고 있음이 2012년에 보도되었다. 이와 관련해 당시 소니 컴퓨터 엔터테인먼트 재팬은 보도에 대해 기본적으로 오류 없이 젖은 채로 충전한 것이 주요 원인으로 결함이 아닌, 손상이 있을 경우 유상으로 교환하도록 하고, 본체 및 USB 케이블의 멀티 사용단자에 이물질이나 액체가 묻은 상태에서 충전하지 않도록 주의할 것을 당부했다.
광고 표시 문제
PlayStation Vita 신발매 때 소니컴퓨터엔터테인먼트아메리카(SCEA)가 허위광고 표시를 했다는 문제.
미 연방거래위원회(FTC)는 「PS Vita를 사용하면 PlayStation 3과의 크로스 플랫폼에서 플레이할 수 있다」라고 선전되고 있었지만 실제로는 일부의 타이틀에 한정되어 있어 또 양기종에서 소프트를 구입할 필요가 있던 것을 충분히 설명할 수 없었다고 지적하고 있다.또 SCEA의 광고대행사가 사원의 트위터 계정을 통해 투고를 SCEA나 그 광고대행사의 사원에 의한 것이라고 명시적으로 제시하지 않고 소비자에 대해 직접적으로 선전광고 활동을 한 것도 소비자에게 오해를 주었다고 한다.
2014년 FTC는 앞으로 SCEA가 오해를 살 수 있는 광고를 하지 못하도록 하고 2012년 6월 1일 이전에 PS Vita를 구매한 소비자에게 25달러 또는 50달러어치의 비디오 게임이나 상품권을 제공하기로 합의했다.

## 역사
실패한 기기로 평가되며 단종된 현재는 주로 psp류 게임의 에뮬로 사용되고 있다.

### 이후
| 통화 | Wi-Fi  | Wi-Fi+3G |
| ---- | ------ | -------- |
| AU$  | 349.95 | 449.95   |
| CAN$ | 250.99 | 299.99   |
| ¥    | 24,980 | 29,980   |
| €    | 249    | 299      |
| GB£  | 229    | 279      |
| HK$  | 2,280  | 2,780    |
| NZ$  | 449.95 | 549.95   |
| NT$  | 8,980  | 10,980   |
| US$  | 249    | 299      |
| MXN$ | 4700   | 5500     |
| AED  | 1,000  | 미정     |